# Tris d'assi
Tris d'assi (The Champions) è una serie televisiva britannica in 30 episodi trasmessi per la prima volta nel corso di una sola stagione dal 1968 al 1969.
È una serie di spionaggio a sfondo fantascientifico (fantaspionaggio) incentrata sulle vicende di Craig Stirling, Sharron Macready e Richard Barrett, tre agenti che lavorano per conto di una agenzia delle Nazioni Unite chiamata "Nemesis", con sede a Ginevra.

## Trama
Craig Stirling, Sharron Macready e Richard Barrett sono tre agenti segreti per conto della Nemesis, un'agenzia internazionale che lavora sotto copertura per conto delle Nazioni Unite per mantenere l'equilibrio tra le potenze mondiali. Durante la loro prima missione (nel primo episodio), il loro aeroplano cade tra le montagne dell'Himalaya. Vengono salvati da una civiltà avanzata che vive segretamente tra le montagne e che poi concede ai tre agenti delle capacità sovrumane, compresa la facoltà di comunicare tra loro su grandi distanze (telepatia), prevedere eventi, un miglioramento dei cinque sensi e delle capacità intellettive e fisiche.
Molte storie vedono cattivi insoliti, come personaggi provenienti da regimi fascisti di non specificati paesi sudamericani, nazisti o cinesi. I cattivi spesso minacciano la pace nel mondo così gli agenti e le loro missioni trascendono gli interessi nazionali. I protagonisti devono imparare l'uso dei loro nuovi poteri continuando con le loro missioni, e devono anche mantenere il segreto sulle loro capacità e fare sì che la cosa non diventi dominio dei nemici. Ogni episodio inizia con una sequenza in cui uno degli agenti mostra eccezionali capacità mentali o fisiche, che spesso sorprendono o umiliano gli astanti. Ad esempio all'inizio di un episodio Stirling partecipa ad un concorso per tiratori. In un altro, alcuni teppisti sghignazzanti bloccano Macready con l'auto e questa lancia il veicolo fuori dal parcheggio con una sola mano.
L'unico altro personaggio regolare è il capo degli agenti, Tremayne. Tremayne non sa che i suoi agenti hanno delle abilità speciali, anche se spesso fa domande innocenti su come siano riusciti a risolvere una particolare missione dato che i rapporti che ha ricevuto sono vaghi.

## Episodi
| Stagione       | Episodi | Prima TV UK |
| -------------- | ------- | ----------- |
| Prima stagione | 30      | 1968-1969   |

## Personaggi e interpreti
- Craig Stirling, interpretato da Stuart Damon.
- Sharron Macready, interpretato da Alexandra Bastedo.
- Richard Barrett, interpretato da William Gaunt.
- Comandante W.L. Tremayne, interpretato da Anthony Nicholls.

### Guest star
Molte sono le guest star che fanno la loro comparsa nella serie: Fiona Curzon, Peter Williams, John Bown, Anthony Chinn, Mike Pratt, Alan MacNaughtan, Peter Wyngarde, James Culliford, Basil Dignam, Aubrey Morris, Steve Plytas, Dave Prowse, Allan Cuthbertson, Madalena Nicol, Caroline Blakiston, Philip Bond, Russell Waters, Nicholas Courtney, Anton Rodgers, George Murcell, Brian Worth, Nike Arrighi, Linbert Spencer, George Roubicek, Imogen Hassall, Jack MacGowran, Grant Taylor, Michael Gough, Bill Cummings, Patrick Wymark.

## Produzione
La serie, ideata da Monty Berman (che aveva co-prodotto, con Robert S. Baker, Il Santo, L'ispettore Gideon e numerosi B-movie degli anni 1950) e Dennis Spooner, fu prodotta da Incorporated Television Company e girata in Inghilterra. Le musiche furono composte da Tony Hatch e Edwin Astley e Robert Farnon e Albert Elms.
A causa di vincoli di bilancio, molti set furono riutilizzati: tre episodi sono ambientati in un sottomarino e tre nell'Artico. Anche parte del materiale girato fu riutilizzato. Come la maggior parte delle serie prodotte dalla ITC, gran parte dell'azione esterna si svolge dentro o intorno allo studio delle riprese, ossia gli Elstree Studios di Borehamwood, Herts. Il tema musicale fu scritto da Tony Hatch, con Albert Elms e Edwin Astley che fornirono le musiche di scena.
Tra i registi sono accreditati: Cyril Frankel, in 10 episodi (1968-1969); Paul Dickson in 5 episodi (1968-1969); John Gilling in 4 episodi (1968-1969); Robert Asher in 4 episodi (1969); Roy Ward Baker in 2 episodi (1969); Ray Austin; Freddie Francis in 1 episodio (1969).
Tra gli sceneggiatori sono accreditati: Monty Berman in 30 episodi (1968-1969); Dennis Spooner in 30 episodi (1968-1969); Donald James in 8 episodi (1968-1969); Philip Broadley in 5 episodi (1968-1969); Tony Williamson in 4 episodi (1968-1969); Brian Clemens in 2 episodi (1968-1969); Gerald Kelsey in 2 episodi (1968-1969); Terry Nation in 2 episodi (1968-1969); Ralph Smart in 2 episodi (1968-1969).

## Distribuzione
La serie fu trasmessa nel Regno Unito dal 25 settembre 1968 al 30 aprile 1969 sulla rete televisiva Independent Television. In Italia è stata trasmessa con il titolo Tris d'assi.
Alcune delle uscite internazionali sono state: negli Stati Uniti il 10 giugno 1968; in Francia il 17 luglio 1971 (Les champions); in Venezuela (Los campeones); in Los campeones (Los invencibles de Némesis); in Brasile (Os Campeões); in Finlandia (Voittamattomat); in Italia (Tris d'assi).